# Луїза Кітон
Луїза Кітон (англ. Louise Keaton; 1906—1981) — американська акторка німого кіно. Відома за фільмами «Засуджений №13» (1920), «Любовне гніздечко на колесах» (1937) та «Пострижені хутром» (1934).
Народилася 30 жовтня 1906 року в штаті Мен, США. Сестра актора Бастера Кітона.
Померла 18 лютого 1981 року в Ван Найс, Каліфорнія, США.

## Фільмографія
- 1920 — Засуджений №13 / Convict 13
- 1922 — Електричний будинок / The Electric House
- 1935 — Палука від Падуки / Palooka from Paducah
- 1937 — Любовне гніздечко на колесах / Love Nest on Wheels